# Янгі-Юл (Зіанчуринський район)
Я́нгі-Юл (рос. Янги-Юл, башк. Яңы Юл) — присілок у складі Зіанчуринського району Башкортостану, Росія. Входить до складу Ісянгуловської сільської ради.
Населення — 196 осіб (2010; 187 в 2002).
Національний склад:
- башкири — 82%